# 사카이 다다시게 (1827년)
사카이 다다시게(일본어: 酒井 忠績)는 막말의 다이묘, 로주, 다이로이다. 하리마 히메지번 제8대 번주. 사카이 가문 우타노카미 파 종가 제16대 당주. 에도 막부 최후의 다이로이다.
| 전임 사카이 다다테루 | 제21대 사카이 가문 우타노카미 파 종가 당주 1860년 ~ 1867년 | 후임 사카이 다다토시 |

| 전임 사카이 다다테루 | 제8대 히메지번 번주 (사카이 가문 우타노카미 파 종가) 1860년 ~ 1867년 | 후임 사카이 다다토시 |